# Banu Umayya
I Banū Umayya (in arabo بنو أمية ‎?) erano un clan della tribù dei Quraysh di Mecca, così chiamata a causa di Umayya ibn ʿAbd Shams, figlio adottato da ʿAbd Shams ibn ʿAbd Manāf, da cui prese nome il clan dei Banū ʿAbd Shams dei Quraysh.
Dai B. Umayya deriva il nome "Omayyadi", dinastia califfale che regnò a Damasco dal 661 al 750, fin quando essa fu scalzata dagli Abbasidi, anche se  sopravvisse in al-Andalus dall'VIII secolo alla fine del terzo decennio dell'XI secolo, con sua capitale Cordova.

## Personalità dei Banū Umayya
- Abū Sufyān b. Ḥarb
- ʿUthmān b. ʿAffān
- Muʿāwiya b. Abī Sufyān
- Yazīd b. Muʿāwiya
- Muʿāwiya ibn Yazīd
- Marwān I
- ʿAbd al-Malik b. Marwān
- al-Walīd b. ʿAbd al-Malik
- Sulaymān b. ʿAbd al-Malik
- ʿUmar b. ʿAbd al-ʿAzīz
- Yazīd b. ʿAbd al-Malik
- Hishām b. ʿAbd al-Malik
- al-Walīd b. Yazīd b. ʿAbd al-Malik
- Yazīd b. al-Walīd
- Ibrāhīm b. al-Walīd
- Marwān b. Muḥammad b. Marwān